# Puzur-Ishtar
Puzur-Ishtar o Puzur-Ištar va ser governant de la ciutat-estat de Mari, a l'antiga Mesopotàmia, situada al curs mitjà de l'Eufrates.
Va governar des del 2050 aC al 2025 aC, aproximadament. Era fill de Tura-Dagan, a qui va succeir, i contemporani de la Tercera dinastia d'Ur. Amb la ciutat d'Ur hi va mantenir molt bones relacions. Portava el títol de shakkanakku i també el de lugal (rei).
Va tenir diversos fills que el van succeir: Hitlal-Erra i Hanun-Dagan. Es conserva una estàtua de Puzur-Ishtar que en un principi devia estar dipositada al palau de Zimri-Lim, però es va trobar al palau de Nabucodonosor II de Babilònia (604 aC -652 aC), segurament portada allà com a trofeu de guerra. L'estàtua porta una inscripció amb el nom del rei i la del seu germà Silla-Akka, general.